# Bùi Đức Phú
Giáo sư, Tiến sĩ y học Bùi Đức Phú (sinh năm 1956), là phẫu thuật viên chuyên ngành Ngoại Tim mạch Lồng ngực, từng làm Trưởng bộ môn Ngoại – Trường Đại học Y Dược Huế, nguyên Giám đốc Bệnh viện Trung ương Huế, đại biểu Quốc hội Việt Nam khóa XIII, thuộc đoàn đại biểu Thừa Thiên Huế. Giáo sư hiện đang là Phó Chủ tịch Tổng hội Y học Việt Nam, Phó Chủ tịch Hội ghép tạng Việt Nam.

## Tiểu sử
GS.TS Bùi Đức Phú sinh năm 1956 tại thị xã Tuy Hòa, tỉnh Phú Yên. Ngay từ khi còn rất nhỏ, khát vọng với nghề y của ông đã được nhen nhóm hình thành. Bố ông Phú là cụ Bùi Phương, quê ở xã Thuận Lộc, Can Lộc, tỉnh Hà Tĩnh, nay là TX Hồng Lĩnh, tỉnh Hà Tĩnh – một chiến sĩ trong phong trào Xô Viết Nghệ Tĩnh 1930–1931, mẹ là bà Phan Thị Thanh Chân, người xã Yên Nhân, xã Nhân Thành, huyện Yên Thành, tỉnh Nghệ An.
Từng làm Giám đốc Bệnh viện Trung ương Huế (2007–2016), ông đã có nhiều đóng góp lớn cho ngành y tỉnh Thừa Thiên Huế và nước nhà. Đến nay, khi đã nghỉ quản lý tại bệnh viện Trung ương Huế, GS.TS Bùi Đức Phú vẫn tiếp tục tham gia các công tác chuyên môn và giúp đào tạo cho các bác sĩ trẻ tại Huế, giữ chức vụ Ủy viên Ban bảo vệ Chăm sóc sức khỏe cán bộ Trung ương, Nguyên Trưởng Bộ môn Ngoại - Trường Đại học Y Dược Huế và Phó Chủ tịch Tổng hội Y học Việt Nam, Phó Chủ tịch Hội ghép tạng Việt Nam, là đại biểu Quốc hội Việt Nam khóa XIII nhiệm kỳ 2011–2016.
Trên phương diện quốc tế, ông cũng từng giữ vị trí Chủ tịch Hội các nhà phẫu thuật lồng ngực và tim mạch châu Á nhiệm kỳ 2014–2015.
Tháng 1 năm 2017, ông đảm nhiệm chức vụ Giám đốc Bệnh viện Đa khoa Quốc tế Vinmec Times City, Hà Nội và Phó Tổng Giám đốc Hệ thống Y tế Vinmec.

### Thành công trong lĩnh vực phẫu thuật tim mạch
Ngày 2 tháng 3 năm 2011, ê kíp bác sĩ Bệnh viện Trung ương Huế do GS.TS Bùi Đức Phú trực tiếp Phẫu thuật và chỉ đạo thành công trong ca ghép tim lấy từ người cho chết não. Đây là lần đầu tiên hoàn toàn do người Việt Nam thực hiện.
Ngày 6 tháng 6 năm 2014, ông và ê kíp trong và ngoài nước tiếp tục thực hiện phẫu thuật thành công với trường hợp ghép tim nhân tạo bán phần hỗ trợ tâm thất, lần đầu tiên tại Việt Nam.

## Vinh danh
Cho đến nay GS.TS Bùi Đức Phú đã đạt nhiều thành tựu và khen thưởng như:
- Ông lần lượt đạt danh hiệu Thầy thuốc ưu tú, Chiến sĩ thi đua toàn quốc và Thầy thuốc nhân dân lần lượt vào các năm 2001, 2005 và 2008.[9]
- Đã có ba lần ông vinh dự được nhận Huân chương Lao động [9]: Huân chương Lao động hạng Ba năm 2007, Huân chương Lao động hạng Nhì năm 2009 và Huân chương Lao động hạng Nhất năm 2014.
- Năm 2013 ông được nhận danh hiệu Anh hùng Lao động thời kỳ đổi mới.[10]
- Giải thưởng Nhân tài đất Việt năm 2011 lĩnh vực Y tế: Trưởng kíp phẫu thuật ca ghép tim trên người lấy từ người cho chết não tại Bệnh viện trung ương Huế, lần đầu tiên do các thầy thuốc Việt Nam thực hiện.[11]
- Ủy ban kết nghĩa San Francisco - Thành phố Hồ Chí Minh cũng đặc biệt trao GS.TS Bùi Đức Phú giải thưởng Global Award in Medicine 2013 và 2015.[12]
- Tháng 10 năm 2017, Tổ chức Kỷ lục Việt Nam đã vinh danh GS.TS. AHLĐ Bùi Đức Phú với hai Kỷ lục Việt Nam gồm Ca cấy tim nhân tạo đầu bán phần Heartware đầu tiên tại Việt Nam và Ca ghép tim đầu tiên do người Việt Nam thực hiện.[13]